# Ctenodontidae
Ctenodontidae zijn een uitgestorven familie van tweekleppigen uit de orde Solemyida.